# Solomon Kane (film)
Solomon Kane è un film del 2009, diretto da Michael J. Bassett. La trama è basata sull'omonimo personaggio letterario creato da Robert Ervin Howard nel 1928.

## Trama
Nel 1600, in Nord Africa, Solomon Kane, uno spietato pirata mercenario, assedia dal mare con le sue navi una città per depredarla. Dopo aver trucidato le guardie degli Ottomani ed essere penetrato nel palazzo, Solomon e la sua ciurma si dirigono alla sala del trono. Mentre il capitano entra, il suo equipaggio viene sterminato da dei demoni che escono da specchi magici. Nel frattempo, Kane, una volta dentro alla sala del trono, incontra il Cupo mietitore, inviato dal diavolo per prendere la sua anima corrotta. Solomon ingaggia un breve duello, ma visto che non riesce ad avere la meglio, si butta dalla finestra che dà sul mare pur di non cedere la sua anima. Mentre cade in acqua, Kane sente il demone urlargli che non sarebbe mai riuscito a sfuggirgli.
Un anno dopo, Solomon, traumatizzato dall'episodio, decide di redimersi e di percorrere una esistenza votata alla religione come ospite di un monastero in Inghilterra, unico luogo per lui sicuro dalle forze di Satana. Tutto va per il meglio fino a quando il priore del monastero, dopo aver avuto un sogno profetico, decide di mandare via Kane in modo che egli trovi il suo destino.
Durante il suo pellegrinaggio in una Inghilterra devastata dalle guerre religiose, Solomon viene aggredito da una banda di predoni e salvato dai Crowthorn, una famiglia di puritani in viaggio per il Nuovo Mondo.
Attraverso dei flashback, si viene a conoscenza dell'infanzia terribile di Solomon: da bambino, il padre Josiah Kane, lo aveva destinato al convento per far sì che tutto il patrimonio finisse a Marcus, il malvagio fratello maggiore. Deluso Solomon scappò di casa, ma fuori dal castello scoprì il fratello che cerca di violentare una ragazza che conosceva. Nel tentativo di difenderla, Solomon fece involontariamente precipitare il fratello dalla scogliera, dando così l'inizio alla lunga via della perdizione.
Kane decide di unirsi ai Crowthorn nel viaggio. Lungo il tragitto arrivano in un villaggio completamente bruciato. Tra i cadaveri trovano una bambina che racconta di come una strega si fosse liberata dal rogo a cui era stata destinata ed avesse sterminato i popolani bruciando loro gli occhi. Solomon scopre che la bimba è in realtà la strega stessa; la quale, una volta scoperta, marchia con la magia il palmo di Meredith, la figlia dei Crowthorn, dicendole che è lei che vogliono, per poi fuggire nella notte e dicendo a Kane che Satana lo aspetta.
Il giorno dopo l'attacco della strega, Solomon ed i Crowthorn si imbattono in un esercito di soldati posseduti: guidati da un misterioso cavaliere con il volto coperto da una maschera di cuoio, gli uomini indemoniati schiavizzano i deboli e fanno possedere i malvagi per ingrossare il loro esercito. Dato che Kane non vuole uccidere per non peccare, tutta la famiglia Crowthorn viene sterminata davanti a lui. Solo la signora Crowthorn e Meredith rimangono in vita, ma quest'ultima viene immobilizzata e portata via. Solomon capisce che Dio vuole che sia un combattente e non un penitente, così impugna la spada e uccide gli aggressori. Una volta fatto promette al Signor Crowthorn morente e alla sua signora di salvare la figlia sopravvissuta, dato che così - secondo Crowthorn - la sua anima sarà salvata.
Kane inizia una eroica ricerca del guerriero solitario per l'Inghilterra devastata dal cavaliere mascherato, il quale, dai racconti presi sul percorso, è il servo di Malachia, un ex-sacerdote diventato ora servo del diavolo, il cui scopo è quello di corrompere le persone catturate. Giunto in una chiesa distrutta, Solomon viene imprigionato da un prete pazzo che tenta di ucciderlo per mantenere in vita dei morti viventi, affamati di carne umana. Miracolosamente si salva e una volta fuori Solomon incontra e sconfigge una banda di soldati posseduti, dai quali apprende che Meredith è morta. Disperato Solomon raggiunge un villaggio e si abbandona all'alcol in un'osteria.
Qui incontra alcuni suoi vecchi soldati di quando era capitano pirata, che riconoscendolo gli chiedono di guidarli in battaglia contro Malachia. Lui rifiuta, ma quando il villaggio è attaccato dalle forze di Malachia che uccidono e schiavizzano gli abitanti Kane viene crocifisso. In quel preciso istante si trova a passare una carovana di schiavi, fra i quali si trova Meredith: la ragazza non era morta, e riconoscendo Kane urla il suo nome. Sentendo e vedendo la ragazza, Solomon riprende le forze e si libera dai chiodi della croce. I soldati indemoniati lo circondano, ma la gente ed i suoi vecchi compagni li eliminano salvandolo.
Curato e unitosi alla resistenza, Kane scopre dai rivoltosi che il quartier generale di Malachia è proprio il castello di suo padre, il castello dei Kane, ed è lì che si trova Meredith.
Assieme ad un drappello di uomini Solomon riesce ad entrare nella fortezza attraverso le fogne. Nella battaglia che segue, mentre i rivoltosi combattono contro i posseduti, Kane raggiunge i sotterranei e libera i prigionieri. In una delle celle trova il padre, Josiah Kane, che gli rivela di come avesse deciso di stringere un patto con Malachia per salvare il primogenito Marcus, ridotto in punto di morte dalla terribile caduta promettendogli tutto ciò che aveva e senza rendersene conto aveva incluso anche l'anima di Solomon che aveva rinnegato come figlio. Stringere quel patto col diavolo aveva portato orrende conseguenze: ciò permise al Diavolo di riscuotere l'anima Solomon essendo già dannata dai molti peccati ed è per questo motivo che i demoni che il Diavolo aveva inviato a reclamare la sua anima lo perseguitano inoltre il cavaliere mascherato a capo delle truppe di Malachia è proprio Marcus, deformato al volto dalla caduta e completamente posseduto dai demoni. Dopo questa terribile rivelazione il padre chiede perdono al figlio per ciò che ha fatto e per non averlo mai ascoltato su ciò che desiderava davvero e quindi ordina a Solomon di ucciderlo per espiare i suoi peccati, sostenendo che solo la propria morte avrebbe liberato sé e il castello dalla soggezione a Malachia. Ucciso, con riluttanza, il padre, Solomon, posseduto da un'immensa furia, ordina ai soldati sopravvissuti di tenere occupate le forze dello stregone per dargli il tempo di eliminarlo.
Raggiunta la sala del trono trova ad attenderlo sia Malachia che Meredith, rinchiusa in una gabbia. Kane è caduto in una trappola architettata dal diavolo perché la fanciulla, oltre ad essere l'esca per attirarlo, è anche la chiave per permettergli di ottenere la sua anima, in quanto vergine e innocente di cuore: grazie al suo sangue, infatti, lo stregone riesce ad aprire un portale infernale (un immenso specchio dal vetro nero) dietro il quale è imprigionato un enorme demone di magma inviato dal diavolo per trascinare Solomon all'inferno. Frattanto Solomon affronta suo fratello: dopo un aspro combattimento Kane riesce ad avere la meglio su Marcus, lo uccide e si scaglia addosso a Malachia per cercare di impedire il rito.
Il demone di magma viene, tuttavia, evocato e Solomon è costretto a scappare per evitare i suoi attacchi. Nonostante ciò, Kane riesce ad avvicinarsi a Malachia che tiene Meredith in ostaggio con un coltello: mentre estrae la pistola e la punta verso lo stregone Solomon si dice pronto a morire pur di salvare la ragazza e mantenere la promessa. Il demone intanto arriva alle spalle di Solomon e fa per schiacciarlo con un pugno, contemporaneamente Malachia alza il coltello per sgozzare Meredith. La ragazza, però, spinge Malachia indietro prima che possa colpirla, dando modo a Kane (incurante del colpo che sta per sopraggiungergli alle spalle) di sparare in testa allo stregone: il suo sangue corrotto tocca il portale, che si chiude risucchiando il demone e il corpo del suo evocatore. La battaglia è vinta, Malachia è morto, il castello riconquistato e Meredith salva; Solomon ha salvato la sua anima.
Solomon, in cima alla scogliera dove è cominciata la vicenda, giura davanti alle tombe del padre e del fratello che da quel momento in avanti sarebbe diventato un guerriero del bene: l'era di magia e superstizione in cui gli uomini non si oppongono al male si avvierà verso la fine proprio a partire da quel giorno.

## Produzione
Il progetto del film venne annunciato nel 2001, con Christopher Lambert interessato al ruolo da protagonista.
Al progetto si sono successivamente associati Don Murphy, Samuel Hadida, Paul e Michael Berrows come produttori, che sono poi entrati in negoziati con la New Line Cinema per accordarsi sulla copertura delle spese di produzione.
La regia e la sceneggiatura sono state affidate a Michael J. Bassett, che ultimò la stesura del copione durante l'agosto 2006. James Purefoy venne ufficialmente annunciato come l'interprete del protagonista titolare il 1º ottobre 2007, smentendo così il coinvolgimento di Lambert.
La lavorazione è iniziata a Praga (Repubblica Ceca) il 14 gennaio 2008, con il programma di svolgere le riprese nell'arco di 12 settimane.
Riguardo all'interpretazione di Purefoy, il regista Bassett ha dichiarato:
Verso la fine di febbraio, fu annunciata la costruzione di altri set in cui filmare la seconda parte del film; molti modellini basici su cui si è partito per la riproduzione dei personaggi sono stati prodotti dallo scultore ceco Jan Cileček.
Sempre durante le riprese, in una scena di lotta con le spade insieme ad una controfigura, Purefoy si è ferito alla fronte riportando una cucitura con 5 punti. Tramite un articolo del Daily Mail è stato invece dichiarato che la troupe e il cast hanno lavorato in condizioni estreme a causa del duro freddo e della costante pioggia che hanno caratterizzato il periodo invernale.
Il 16 aprile, Bassett ha pubblicato un messaggio sul suo blog, menzionando la possibile produzione di una trilogia con cui sviluppare la storia di Kane, e asserendo che le riprese si sono ultimate in Inghilterra nella costa di North Devon e in una reggia di Sir Richard Grenville.
In accordo con l'amministratore delegato della Paradox Entertainment, Fredrik Malmberg, il film è stato finanziato con una spesa di 40.000.000 USD.

## Distribuzione
In Italia il film è uscito il 14 luglio 2010 distribuito da Eagle Pictures.